# Håkanstå
Håkanstå är ett bostadsområde i sluttningen ovanför Sundsvalls kyrkogård, i huvudsak i nordöstra utkanten av stadsdelsområdet Granlo, mellan stadsdelsområdet Norrmalm och Granloholm i Sundsvall.

## Historia
1932 byggdes en väg från Sundsvall till Granloholm och vidare åt nordväst till Huli. Redan då fanns några gårdar i området, som fram till vägens tillkomst fått använda en stig för att ta sig in till staden. Vägen fick namnet Hulivägen, ett namn som idag endast lever kvar på den nordligaste delen av vägen som förlängts och går från Timmervägen i Huli upp till sjukhuset och vidare ner till Bydalen. Efter vägens tillkomst förvandlades Håkanstå snabbt till ett villaområde. En busslinje förbi området tillkom sommaren 1934. På 1960-talet tillkom villorna på Rosenvägen. Efter att genomfartsleden Granloholmsvägen byggts på 1970-talet blev den gamla vägen genom Håkanstå Nejlikevägen.